# Sourcieux-les-Mines
Sourcieux-les-Mines è un comune francese di 1 958 abitanti situato nel dipartimento del Rodano della regione Alvernia-Rodano-Alpi.

## Società

### Evoluzione demografica
Abitanti censiti